# 威爾·奎因斯

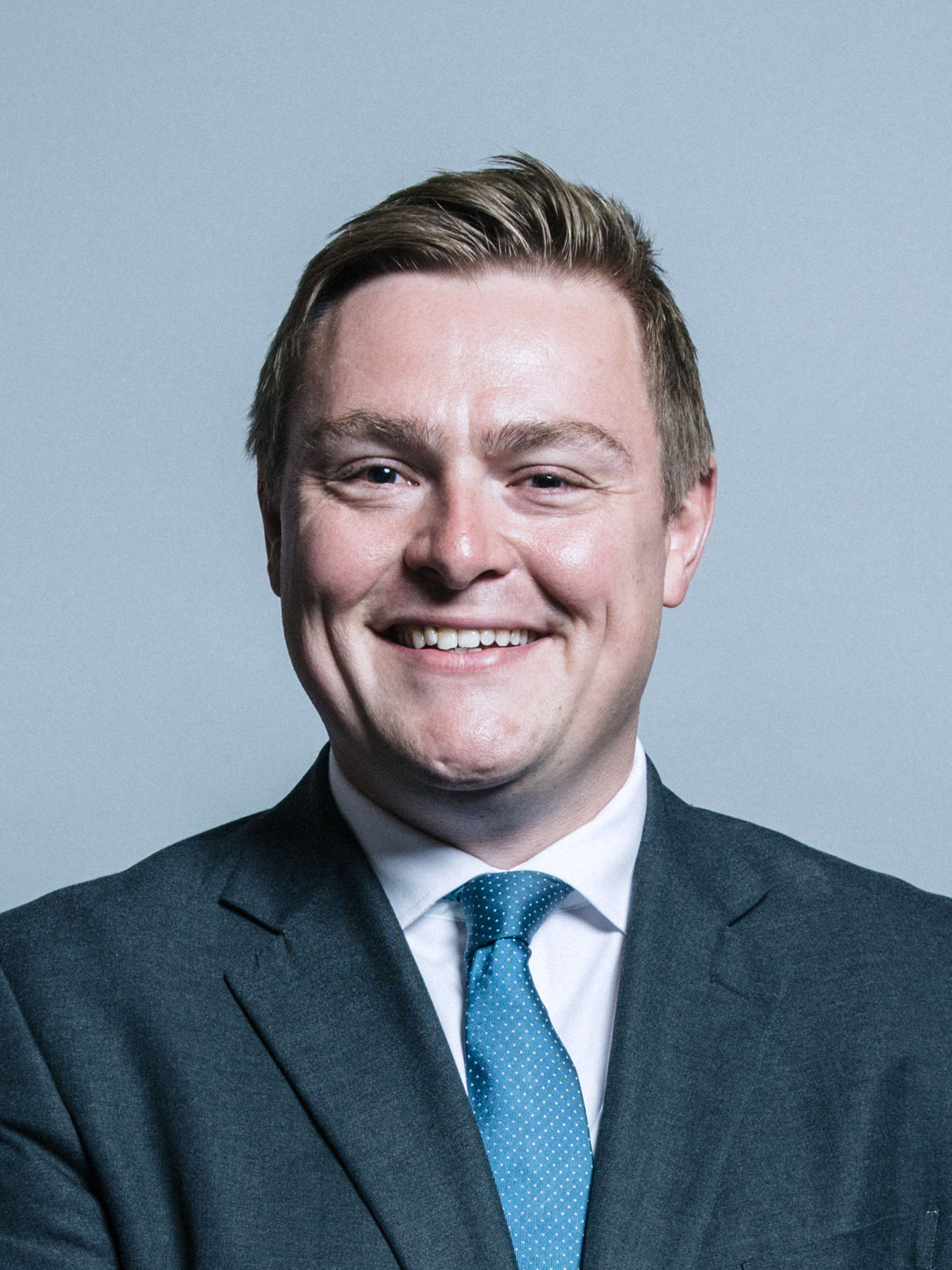

威爾·奎因斯（英語：Will Quince，1982年12月27日—）是一位英格蘭政治人物，他的黨籍是保守黨。自2015年開始，他擔任科爾徹斯特選區選出的英國下議院議員。